# Meteima
Meteima là một chi bướm đêm thuộc họ Geometridae.